# Antonio Gades
Antonio Gades, pseudonimo di Antonio Esteve Ródenas (Elda, 14 novembre 1936 – Madrid, 20 luglio 2004), è stato un danzatore, coreografo e politico spagnolo, uno dei principali interpreti del flamenco nel XX secolo.

## Biografia
I suoi lavori più noti sono spettacoli di danza tratti dalla Carmen di Prosper Mérimée, dalle Nozze di sangue di Federico García Lorca (Bodas de Sangre) e un adattamento dal brano musicale El Amor Brujo di Manuel de Falla. La notorietà di queste opere è stata ottenuta principalmente grazie agli adattamenti cinematografici realizzati dal regista Carlos Saura, in collaborazione con la danzatrice Cristina Hoyos.
Gades è stato anche fondatore (1978) e direttore artistico del Balletto Nazionale Spagnolo (Ballet Nacional de España).
Comunista dichiarato, è stato militante e membro del Comitato Centrale del Partito Comunista dei Popoli di Spagna.
Morì a Madrid dopo una lunga battaglia contro il cancro. Alcune settimane prima di morire è stato insignito dell'Ordine di José Martí, una delle maggiori onorificenze di Cuba, dal leader cubano Fidel Castro. Le sue ceneri sono state deposte dal 2004 nel Mausoleo del Segundo Frente Oriental Frank País, cimitero monumentale dei combattenti rivoluzionari, situato sulle montagne della Regione Orientale Cubana.